# Международная конвенция по охране человеческой жизни на море
Международная конвенция по охране человеческой жизни на море (СОЛАС, с англ. — «SOLAS, International Convention for the Safety of Life at Sea») в её последовательно издававшихся формах является, пожалуй, наиболее важным из всех международных соглашений по безопасности торговых судов. Каждое судно, совершающее международный рейс и попадающее под действие этого нормативного документа (см. Правила 3 и 4 Главы I), должно выполнять его требования (если Требования не могут быть выполнены по объективным причинам, то на судно должно быть оформлено Изъятие с одобрения морской администрации флага судна). В противном случае оно может быть задержано, а по некоторым позициям (см. ISPS (Code) Глава XI-2) и не допущено в порт. Текущая версия документа известна как «Сводный текст приложения к Конвенции СОЛАС-74 и Протоколу-88 к ней, включающий поправки».
Главной целью данного нормативного документа является установление минимальных стандартов, отвечающих требованиям по безопасности при постройке, оборудовании и эксплуатации судов.
Государства флага должны обеспечить, чтобы суда, которые ходят под их флагом, исполняли требования СОЛАС-74. Для доказательства их выполнения Конвенцией предусмотрено множество сертификатов. Подобные документы (обычно называемые «конвенционными») выдаются либо самой Администрацией флага, либо от её имени («по уполномочию Администрации») — при наличии соответствующего поручения.
Условия контроля также позволяют Договаривающимся правительствам инспектировать суда, ходящие под флагами других государств, особенно если имеются ясные основания для сомнений, что судно и/или его оборудование существенно не исполняют требования Конвенции. Эта процедура получила название «контроль государства порта» (Port State Control, PSC).
Действующий «Сводный текст Конвенции СОЛАС-74 и Протоколу-88 к ней, включающий поправки», включает статьи, излагающие общие обязательства, процедуры внесения изменений и т. п., и сопровождается Приложением, разделенным на 14 Глав:
Глава I Общие положения.

Глава II-1 Конструкция — деление на отсеки и остойчивость, механические и электрические установки.

Глава II-2 Конструкция — противопожарная защита, обнаружение и тушение пожара.

Глава III Спасательные средства и оборудование.

Глава IV Радиосвязь.

Глава V Безопасность мореплавания.

Глава VI Перевозка грузов.

Глава VII Перевозка опасных грузов.

Глава VIII Ядерные суда.

Глава IX Управление безопасной эксплуатацией.

Глава X Меры безопасности на высокоскоростных судах.

Глава XI-1 Специальные меры по повышению безопасности на море.

Глава XI-2 Специальные меры по усилению охраны на море.

Глава XII Дополнительные меры безопасности для навалочных судов.
Глава XIII Проверка соответствия.
Глава XIV Меры безопасности для судов, эксплуатирующихся в полярных водах.
Глава XV Меры безопасности для судов, перевозящих производственный персонал.

## История
Первая версия этого документа была принята в 1914 году, по следам гибели «Титаника», вторая — в 1929 году после гибели «Вестриса», третья — в 1948 году, отчасти после взрыва «Гранкана», а четвертая — в 1960 году. Конвенция в редакции 1960 года, которая была принята 17 июня 1960 и вводилась в действие с 26 мая 1965 года, явилась первой значительной задачей Международной морской организации (ИМО) после её создания (и по сути первой, чьё принятие не было вызвано конкретным кораблекрушением). Она представляла существенный шаг вперёд в модернизации инструкций и поддержании темпа технического развития в судоходной индустрии.
В дальнейшем выявилась новая проблема. Она заключалась в том, чтобы поддерживать нормативный документ на уровне современности путём принятия периодических поправок. На практике процедура внедрения поправок оказалась слишком медленной. Вскоре стало ясно, что вступление принятых поправок в действие в пределах разумного периода времени обеспечить будет невозможно.
Поэтому 1 ноября 1974 года на Международной конференции по охране человеческой жизни на море был принят полностью новый текст Конвенции СОЛАС. Он включал в себя не только изменения, согласованные к указанной дате, но также новую процедуру принятия поправок — процедуру по умолчанию, разработанную для обеспечения того, чтобы принятые изменения могли вступить в силу в пределах приемлемого (и допустимо короткого) периода времени.
Вместо требования, чтобы поправка вступила в силу после её принятия, например, двумя третями подписавших Конвенцию сторон, процедура принятия по умолчанию предполагает, что изменение вступит в силу после указанной даты, если до этой даты на него не будут получены возражения от согласованного числа сторон. Ныне действующий текст Конвенции иногда называют «СОЛАС 1974, с поправками».
Это позволило в многочисленных случаях обновить и исправить Конвенцию в редакции 1974 года. Так, в 1988 году к ней был принят Протокол (10 ноября, на Международной конференции по гармонизированной системе освидетельствования и оформления свидетельств). В 1992 году в ИМО был издан так называемый Консолидированный текст Конвенции.
В период с 9-13 декабря 2002 года на проходившей в Лондоне Дипломатической конференции по морской безопасности к Главе XI были приняты поправки, которые вступили в силу с 1 июля 2004 года.

## Процедуры внесения изменений
Статья VIII Конвенции СОЛАС-74 предписывает, что поправки в её текст могут быть внесены либо:
- путём рассмотрения в ИМО

В этом случае изменения, предложенные договаривающимся правительством, рассылаются не менее чем за шесть месяцев до их рассмотрения на Комитете по безопасности на море (КБМ). Последний, в свою очередь, может передать их для обсуждения на одной или нескольким подкомиссиям ИМО. Поправки будут приняты большинством в две трети присутствующих Договаривающихся правительств, имеющих право голоса на КБМ. При этом, договаривающиеся правительства Конвенции СОЛАС имеют право участвовать в рассмотрении поправок на так называемом «расширенном КБМ», независимо от того, являются они или нет членами ИМО.
- путём рассмотрения на Конференции

Конференция Договаривающихся правительств может быть созвана, если её проведение запросило хотя бы одно из Договаривающихся правительств, при этом, по крайней мере, треть договаривающихся правительств согласна на её проведение. Поправки могут быть приняты, если будут одобрены большинством в две трети присутствующих и имеющих право голоса договаривающихся правительств.
И в случае созыва Конференции, и при проведении расширенного КБМ, поправки (иные, нежели по Главе I Конвенции СОЛАС) будут считаться принятыми по истечении установленного периода времени после направления принятых поправок договаривающимся правительствам, если оговоренное число Договаривающихся правительств не будет возражать против них.
Отрезок времени от момента передачи изменения до его принятия установлен в два года, если двумя третями голосов договаривающихся правительств во время принятия поправки не определён иной период времени, который, тем не менее, не может быть меньше одного года.
Поправка к Главе I будет считаться принятой на ту дату, когда она будет принята голосами двух третей от общего числа Договаривающихся правительств Конвенции СОЛАС.
Изменение вступает в силу через шесть месяцев после того, как оно будет считаться принятым.
Таким образом, минимальный период времени от рассылки предложенных поправок до вступления их в силу — 24 месяца. Они состоят из: рассылки (шесть месяцев); принятия к дате, считающейся приёмной (минимум 12 месяцев); вступления в силу после того, как поправка будет считаться принятой (шесть месяцев).
Однако, принятое в 1994 году решение ставит условие, что ускоренная процедура прохождения поправок может использоваться только в исключительных обстоятельствах. Период времени от рассылки изменения до даты, когда оно будет считаться принятым, может быть сокращен до шести месяцев в исключительных случаях и только когда это решение принято Конференцией. На практике, большинство поправок к СОЛАС принял именно расширенный КБМ, в то время как Конференции были проведены несколько раз, главным образом, чтобы принять целые новые Главы к СОЛАС или принять изменения, предложенные в ответ на серьёзный инцидент в море.